# Reconeixement de caràcters de tinta magnètica

Tipus de lletra Cmc7

El codi de reconeixement de caràcters de tinta magnètica, conegut en forma abreujada com a codi MICR (per les sigles en anglès), és una tecnologia de reconeixement de caràcters (OCR) utilitzada principalment per la indústria bancària per agilitzar el processament i la liquidació de xecs i altres documents. La codificació MICR, anomenada línia MICR, es troba a la part inferior dels xecs i altres comprovants i generalment inclou l'indicador de tipus de document, codi bancari, número de compte bancari, número de xec, suma del xec (generalment s'afegeix després que es presenta un xec per al pagament), i un indicador de control. El format del codi bancari i el número de compte bancari és específic del país.
La tecnologia permet als lectors MICR escanejar i llegir la informació directament en un dispositiu de recopilació de dades. A diferència dels codis de barres i tecnologies similars, els humans poden llegir fàcilment els caràcters MICR. Els documents codificats amb MICR es poden processar de manera molt més ràpida i precisa que els documents codificats amb OCR convencionals.

## Ús internacional
Hi ha dos tipus de lletres MICR principals en ús: E-13B i CMC-7. No hi ha un acord internacional en particular sobre quins països utilitzen quin tipus de lletra. A la pràctica, això no crea problemes particulars, ja que els xecs i altres comprovants no solen sortir d'una jurisdicció en particular.
El tipus de lletra MICR E-13B ha estat adoptat com a estàndard internacional a ISO 1004: 1995, i és l'estàndard a Austràlia, Canadà, Regne Unit, Estats Units, així com Amèrica Central i gran part d'Àsia, a més d'altres països.
El tipus de lletra CMC-7 es fa servir àmpliament a Europa, inclosos França i Itàlia, i Amèrica del Sud, inclosos Argentina, Brasil, Xile, Mèxic, entre altres països.
Israel és l'únic país que utilitza tots dos tipus de lletra simultàniament, encara que la pràctica fa que el sistema sigui significativament menys eficient. Aquesta situació és producte que els israelians van adoptar CMC7, mentre que els palestins van optar per E13B.

## Tipus de lletra

### E-13B

Tipus de lletra MICR E-13B de 14 caràcters. Els caràcters de control que tanquen cada bloc de números són (de dreta a esquerra) trànsit, nostre, suma, i guió.

E-13B posseeix un conjunt de 14 caràcters, compost de 10 dígits decimals, i els símbols següents:
- ⑆ (trànsit: usat per delimitar el codi del banc),
- ⑈ (nostre: usat per delimitar el número de compte del client),
- ⑇ (munt: usat per delimitar la suma de la transacció),
- ⑉ (guió: usat per delimitar parts de números — per exemple, números de seqüència o números de compte).

El repertori E-13B es pot representar a Unicode (vegeu imatge). Amb anterioritat a l'Unicode, pot ser codificat segons l'estàndard ISO 2033 :1983.

### CMC-7

Tipus de lletra MICR CMC-7 de 15 caràcters. Els caràcters de control després dels numerals són (d'esquerra a dreta) intern, terminador, suma, ruteig, i un caràcter que no s'utilitza.

CMC-7 té un conjunt de 15 caràcters, compost de 10 dígits numèrics i 5 caràcters de control, intern, terminador, suma, ruteig, i un caràcter no utilitzat. CMC-7 posseeix un format codi de barres, on cada caràcter posseeix dos espais llargs distintius en diferents ubicacions, i diferents patrons entre si, per minimitzar les probabilitats de confusió al ller els caràcters.